# Vic Beaman
Nichola Victor Beaman, detto Vic (11 giugno 1897 – Northwich, 14 luglio 1970), è stato un pallanuotista britannico, che ha partecipato alle Olimpiadi di Amsterdam 1928.